# Bjorn Aubre McKie
Bjorn Aubre „BJ“ McKie (* 7. April 1977 in Norfolk, Virginia) ist ein ehemaliger US-amerikanischer Basketballspieler, der mehrere Jahre in Europa gespielt hat, unter anderem in der deutschen Basketball-Bundesliga, italienischen LegADue sowie in der israelischen Ligat ha’Al. Seit dem Sommer 2011 arbeitet er als Trainer.

## Spieler
McKie spielte als Schüler für die Mannschaft der Irmo High School. An der University of South Carolina erzielte er während seines vierjährigen Studiums 2119 Punkte und setzte sich damit in der ewigen Korbjägerliste der Hochschule auf den ersten Platz – noch vor das Mitglied der Hall of Fame, Alex English, der jedoch mehr Punkte pro Spiel für die Gamecocks erzielte als McKie. Sein Trikot mit der Nummer 3 wird seit 2005 von den Gamecocks an keinen Spieler mehr vergeben, damit diese Rückennummer ehrenhalber stets mit McKie in Verbindung gebracht wird. 2006 wurde er in die Ruhmeshalle der Gamecocks aufgenommen. Unter Mithilfe von McKie zod die traditionsreiche Hochschulmannschaft 1997 zum ersten Mal nach achtjähriger Pause wieder in die NCAA-Endrunde ein, kam aber wie auch ein Jahr später nicht über die erste Runde des NCAA-Meisterschaftsturniers hinaus.

### Profistationen in Europa und USA
Nach seiner Collegezeit war McKie für wenige Spiele im französischen Dünkirchen bei BCM Gravelines aktiv, spielte aber ansonsten für Connecticut Pride in der CBA. In der Saison 2001/02 stand er in der NBA Development League bei den North Charleston Lowgators unter Vertrag.
2002 verließ er die unterklassigen amerikanischen Profiligen und begann die Saison 2002/03 zunächst in Nikosia auf Zypern. Sein dortiger Verein geriet in wirtschaftliche Schwierigkeiten, daraufhin wechselte er im Oktober 2002 zum abstiegsgefährdeten Bundesligisten Avitos Gießen nach Deutschland. Mit Gießen erreichte er in der Pokalendrunde 2003 noch den dritten Platz und wurde mit 25,7 Punkten pro Spiel bester Korbschütze der Bundesliga in der Saison 2002/03. In der Saison darauf folgte er seinem Gießener Trainer Joe Whelton nach Trier zum TBB. McKie wurde als Wheltons Lieblingsschüler, als dessen „verlängerter Arm und unumstrittener Chef auf dem Feld“ bezeichnet. Im Pokal wurde ebenfalls der dritte Platz erreicht und McKie konnte seinen Titel als erfolgreichster Punktesammler pro Spiel in der Bundesliga verteidigen. Außerdem wurde er zum ersten Mal für das Bundesliga-All-Star Game berufen. In der Saisonvorbereitung zur Saison 2004/05 erlitt McKie einen Bandscheibenvorfall, so dass er einen Teil dieser Saison verpasste und durch Brian Brown ersetzt wurde.
In der folgenden Saison stand McKie in der italienischen zweiten Liga in Imola unter Vertrag und gehörte mit 24 Punkten pro Spiel zu den besten drei Punktesammlern dieser Liga. Mit seiner Mannschaft erreichte er das Endspiel des Ligapokals dieser Spielklasse erreicht. Zur Saison 2006/07 wechselte er zum Ligakonkurrenten nach Caserta, wo er mit knapp unter 20 Punkten pro Spiel immer noch unter den besten zehn Punktesammlern der Liga stand. Nach dem dritten Platz in der Hauptrunde schied mit McKie mit JuveCaserta wie bereits mit Imola ein Jahr zuvor im Play-off-Viertelfinale aus, so dass der Aufstieg in die Lega Basket Serie A nicht gelang. In der folgenden Saison wanderte McKie zum Ligakonkurrenten in Pavia weiter. Obwohl er in seinen persönlichen Statistiken konstant bei knapp unter 20 Punkten blieb, verpasste Pavia die Play-offs um den Aufstieg, in denen Caserta diesmal die Qualifikation für die höchste Spielklasse gelang.
2008 verließ McKie Italien und unterschrieb einen Vertrag bei Maccabi Haifa in Israel. Die Mannschaft erreichte 2009 die Vizemeisterschaft und das Pokalfinale. Zur folgenden Saison trat McKie für Hapoel Afula an. Der Vertrag wurde aber im Januar 2010 vorzeitig aufgelöst, worauf er im Februar 2010 einen Vertrag im argentinischen La Plata bei Gimnasia y Esgrima unterschrieb, für die er noch vier Spiele in der Liga Nacional de Básquetbol absolvierte.

## Trainer
Ab Juli 2011 arbeitete McKie als Assistenztrainer von Barclay Radebaugh, der ihn selbst als Assistenztrainer an der Southern Carolina University betreut hatte, an der Charleston Southern University in der Big South Conference in der NCAA. Er blieb sechs Jahre im Amt und wechselte 2017 ebenfalls als Co-Trainer in den Stab der East Tennessee State University. 2020 trat er an der Wake Forest University das Amt des Assistenztrainers an.

## Sonstiges
Chuck Eidson fing sein Studium 1999 in South Carolina an, als McKie gerade seinen Abschluss erworben hatte. Ähnliches wiederholte sich in der NBA D-League bei den Lowgators und in Gießen mit jeweils einjährigem Abstand. Eidson begann 2004 seine Europakarriere in Gießen, die ihn wie McKie später nach Israel führte. Trotz der vielen gemeinsamen Stationen haben die beiden aber nie in einem Team zusammengespielt, sondern in der Bundesliga und in Israel bei verschiedenen Vereinen, als sie zur selben Zeit in den jeweiligen Ligen tätig waren.